# Горний Зерентуй
Го́рний Зеренту́й (рос. Горный Зерентуй) — село у складі Нерчинсько-Заводського району Забайкальського краю, Росія. Адміністративний центр та єдиний населений пункт Горно-Зерентуйського сільського поселення.

## Населення
Населення — 1153 особи (2010; 1563 у 2002).
Національний склад (станом на 2002 рік):
- росіяни — 99 %